# 粑粑
粑粑是中国南方长江流域，特别是西南三省以及两湖、广西等地的一种食品总称，大体指用捣碎的糯米或其他粮食做成的饼状或者团状食品。因原料和做法方式繁多，各地各有特色。按原料不同有糯米、小麦、玉米等。按制作方法有蒸、炸、煮、烤等。在不同的时节如清明、三月三、春节甚至有专门的做法。比较有名的有叶儿粑、糍粑、桐子叶粑粑、油粑粑、玉米粑粑等。
一些南方少数民族，如苗族、纳西族、土家族也将此类食品称之为粑粑。